# Småskolopendrar
Småskolopendrar (Cryptopsidae) är en familj av mångfotingar. Småskolopendrar ingår i ordningen skolopendrar, klassen enkelfotingar, fylumet leddjur och riket djur.
Familjen innehåller bara släktet Cryptops. Småskolopendrar är enda familjen i ordningen Scolopendromorpha.